# 雷莫·皮亚纳
雷莫·皮亚纳（義大利語：Remo Piana，1908年9月6日—1943年4月7日），生于罗马，意大利男子篮球运动员。他曾代表意大利获得1936年夏季奥运会男子篮球比赛第七名。他于1943年在苏联去世。